# ヨースト・ファン・アーケン
ヨースト・ファン・アーケン（Joost van Aken 、1994年5月13日 - ）は、オランダ・ハールレム出身の元プロサッカー選手。現役時代のポジションはDF。

## クラブ経歴

### ヘーレンフェーン
2014年2月16日のAFCアヤックス戦でプロデビュー。約2ヶ月後、ゴー・アヘッド・イーグルス戦でプロ初ゴールを決めた。2015年6月、新たに2018年までの3年契約を結んだ。ヘーレンフェーンに在籍した4シーズン合計で全大会で92試合に出場し、3ゴールを記録した。

### シェフィールド・ウェンズデイ
2017年8月30日、シェフィールド・ウェンズデイFCに4年契約で完全移籍。背番号は4。9月9日のノッティンガム・フォレストFC戦で移籍後初出場。フル出場し3-1の勝利に貢献した。
2019年8月14日、2019-20シーズンの終わりまで、VfLオスナブリュックに期限付き移籍することが発表された。

### SVズルテ・ワレヘム
2021年5月15日、SVズルテ・ワレヘムに移籍した。

### ヘーレンフェーン
2022年2月7日、2021-22シーズン終了までの短期契約で古巣SCヘーレンフェーンに復帰した。